# 屋我地島

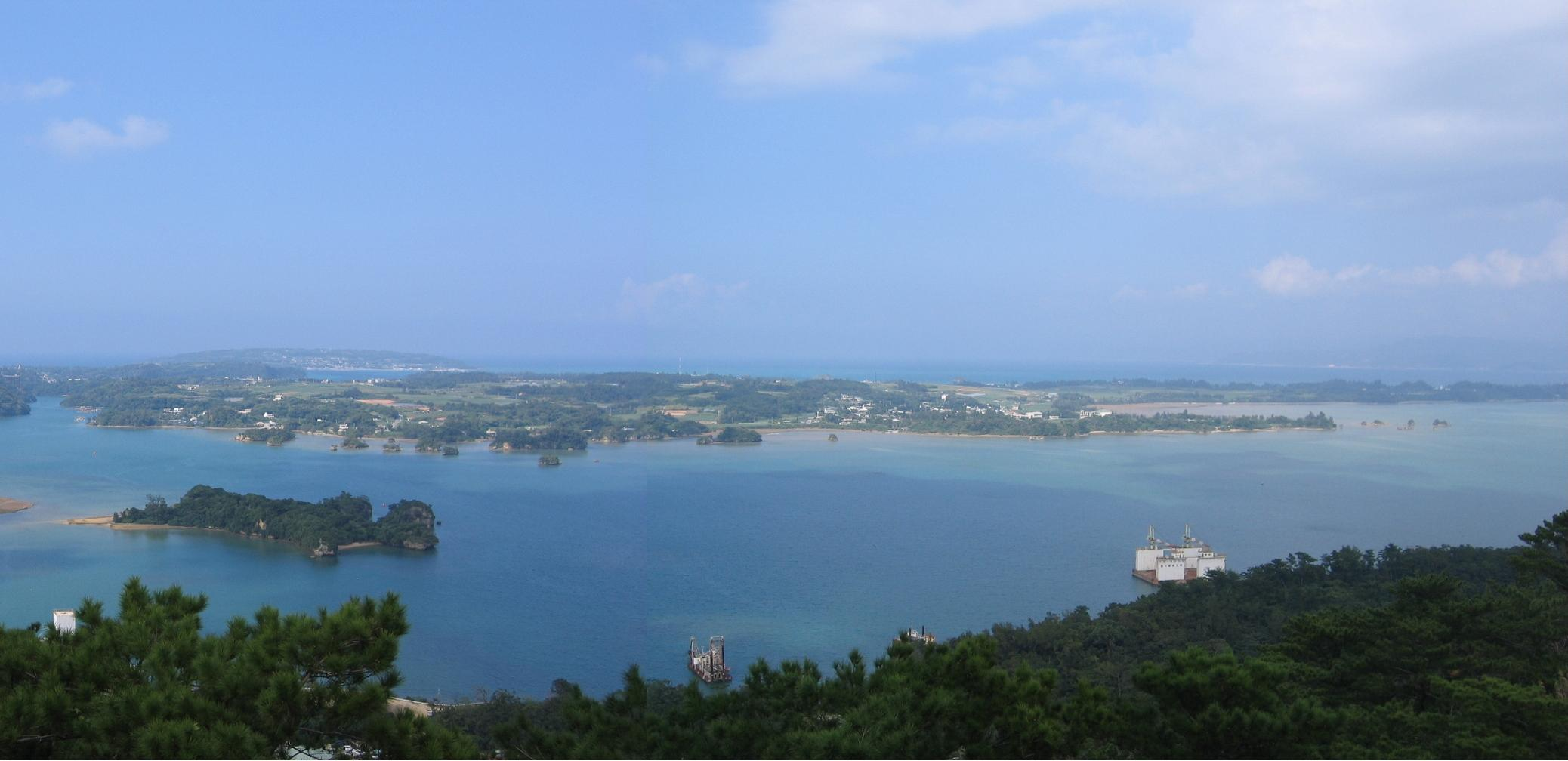
嵐山展望台から望む屋我地島

屋我地島（やがじしま）は、沖縄本島北部にある島。1946年から1970年には島一円で屋我地村という村だった。

## 地理
沖縄本島北部に位置し、羽地内海に浮かぶ島で、沖縄県名護市に属する。面積は7.82km2。市の中心部から約10km 離れた位置にあり、市の北西部にあたる（島の最北端は市の最北端にあたる）。沖縄本島とは屋我地大橋で結ばれており、さらに古宇利大橋で今帰仁村に属する古宇利島と結ばれており、また今帰仁村運天側の本島との間はワルミ大橋で結ばれている。島内には、済井出・饒平名・屋我・運天原・我部の5つの集落があり、饒平名に名護市役所の支所と郵便局が置かれている。

## 生物
屋我地島の饒平名の干潟には、高さ10mを超えるオヒルギ（マングローブ植物）が生育している。そのほかにも、3種類のマングローブ植物が生息しており、生き物の宝庫となっている。また、干潟域を中心にシギ・チドリ等の渡り鳥が飛来し、周辺の岩礁帯帯ではベニアジサシやエリグロアジサシの繁殖が確認されている。そのため、1976年（昭和51年）11月1日に屋我地島全域と周辺海域、羽地内海が国指定屋我地鳥獣保護区（集団渡来地）に指定されている（面積3,280ha、うち特別保護地区1,001ha）。

## 歴史
- 1908年4月 - 島嶼町村制施行に伴い、島全域が羽地村に属する（それまでの間切制時代も島全域が羽地間切に属していた）。
- 1938年11月 - 国立療養所沖縄愛楽園（当時は沖縄県立国頭愛楽園）が開園。
- 1946年5月 - 羽地村から分村し屋我地村となる。
- 1953年 - 初代屋我地大橋が開通（それまでは今帰仁村の運天港から定期船が出ていた）。
- 1960年 - チリ地震津波により（初代）屋我地大橋の上部が流失。
- 1963年 - 2代目屋我地大橋完成。
- 1970年8月 - 屋我地村が名護町・屋部村・羽地村・久志村とともに合併し名護市となる。
- 1993年3月 - 3代目となる現在の屋我地大橋が完成（先代の老朽化と幅員が狭小であるため）。
- 1986年 - NHKラジオ第1の名護中継局が設置される。
- 2001年 - 運天原にテレビの中継局が設置される。
- 2005年2月 - 今帰仁村古宇利島とを結ぶ古宇利大橋が開通。
- 2010年12月 - 今帰仁村天底とを結ぶワルミ大橋が開通。

## 産業
- さとうきび
- パイナップル

## 教育
- 名護市立屋我地幼稚園
- 名護市立屋我地小学校
- 名護市立屋我地中学校

## 交通

### 路線バス
名護市中心部の名護バスターミナルと島内各集落を屋我地大橋経由で結ぶ琉球バス交通・沖縄バスの屋我地線（系統番号72番）が1日数往復、共同運行されている。島内の起終点は島北西部の運天原である。
やんばる急行バスが運行する路線バス・四島線がワルミ大橋と島内、古宇利大橋を経由しているが島内に停留所は設置されておらず、島内では停留所以外で乗降可能なフリー乗降区間としての利用となる。（参考：バスマップ沖縄）

### 道路
- 沖縄県道110号線（市内を縦断する国道58号から入り、屋我地大橋を通って島を循環している島内の幹線道路）
- 沖縄県道125号線（島の中心部饒平名から沖縄愛楽園へ通じる島内の横断道路）
- 沖縄県道247号古宇利屋我地線（古宇利大橋を通じて古宇利島とを結んでいる）
- 沖縄県道248号屋我地仲宗根線（ワルミ大橋を通じて今帰仁村側の本島とを結んでいる）

## 放送・通信

### 放送
- 島内にNHKラジオ第1の中継局が設置されており、ここから本島北部全域をカバーしている（周波数531kHz）。本島北部では唯一のAMラジオの中継局（ラジオ第2は中継局を設置していない）。
- 民放AMラジオ（RBCiラジオ・ラジオ沖縄）は島からも見える市内の多野岳からFMによる中継局から、NHKFMとFM沖縄は今帰仁村の今帰仁テレビ・FM中継局から受信している。
- テレビ放送はたいてい今帰仁村の今帰仁テレビ・FM中継局から受信しているが（中には豊見城市の親局から受信している世帯もいる）、運天原では地形上受信しづらい世帯があるため2000年に運天原テレビ中継局（出力0.1Wのミニサテライト局）が設置された。

### 郵便
郵便局は饒平名にある屋我地郵便局と沖縄愛楽園敷地内にある済井出簡易郵便局が設置されている。
集配業務は羽地郵便局（名護市仲尾次）が島内をカバーしている。1999年までは屋我地郵便局が集配を行っており、現在も集配業務移管前の郵便区番号である「905-16」の郵便番号が継続して割り当てられている。島内の郵便番号は「905-163x（xは1～5）」である。

### 通信
- 固定電話の電話番号は市外局番が島内も含め市内全域0980となっており、市内局番が51・52が割り当てられており（ほかにも割り当てられている番号あるが島内ではこの2つのみ）、さらに島内では4桁の加入者番号頭1桁が「51」の場合は4、「52」の場合は8・9がそれぞれ割り当てられている。
- 携帯電話は県内をエリアとしている全ての携帯電話会社で使用可能だが、一部地域で一部の会社の通話エリアから若干外れているため通話困難な地域もある。
- ウィルコムのAIR-EDGEの通信も可能である。
- 民間企業によるADSLや光ファイバーなどのブロードバンド回線は通っておらず、「情報格差（デジタル・ディバイド）」の例としてふさわしい島であった。現在は名護市の地域ブロードバンド化促進整備事業により、公民館を基地局とする公設民営方式の無線インターネット接続が可能となっている。

## 主要施設・観光スポット
- 名護市役所屋我地支所（饒平名）
  - 名護市に合併する前は屋我地村役所だった。
  - 沖縄が1972年に本土復帰する前は町村も「役場」ではなく、市と同様「役所」と呼ばれていた。
- 屋我地郵便局（饒平名）
  - 最近まで集配業務も行われていたが、現在は市内本島側の羽地郵便局の管轄となり無集配となった。
- 国立療養所沖縄愛楽園（済井出）
- 屋我地ビーチ（屋我）
- 屋我地荘（済井出）
- NHKラジオ名護中継局（運天原・ラジオ第1のみ）
- 済井出漁港（仮名）
  - 済井出地区の海岸に建設された、大きな漁港。古宇利大橋からもその存在がはっきりと見える。まだ建設中だが、釣りのスポットとしてそれなりに定着しそうである。漁港建設以来、砂の流出が続き、現在砂浜は削れ、砂浜は倒木だらけという無残な姿と化している。
  - 2010年8月現在、石碑のあった砂浜は護岸工事が進んでいる。

## 名所・旧跡
- オランダ墓（運天原）
- サバヤ貝塚（運天原）

## 屋我地島出身の有名人
- 玉城知尚（大相撲、間垣部屋）
- 玉城知幸（大相撲、間垣部屋）